# Dietersdorf (Schönsee)
Dietersdorf ist ein Ortsteil der Stadt Schönsee im Oberpfälzer Landkreis Schwandorf in Bayern.

## Geographische Lage
Dietersdorf liegt im Tal der Ascha etwa 3 km nordöstlich von Schönsee an den Hängen des 730 m hohen Steinbühls, des 726 m hohen Lindauer Berges und der 744 m hohen Gradlhöhe. Es ist ein typisches Waldhufendorf, dessen Häuser auf ungefähr 1,5 km Länge an der Staatsstraße 2159 entlang stehen, auf der nordwestlichen Seite der Straße die Berghänge hinauf, auf der südöstlichen Seite der Straße ins Tal der Ascha hinab. Nach Südosten buchtet sich der „Winkel“ aus, der sich mit den Papiermühlen und Schleifen zusammen entwickelte.

## Geschichte
Dietersdorf wird 1333 erstmals in der Verkaufsurkunde erwähnt mit der die böhmischen Herren von Hostau die Burg Reichenstein mit Dietersdorf und Schönsee an die bayerischen Landgrafen von Leuchtenberg verkauften. Am 29. Mai 1350 übertrugen die beiden Landgrafen von Leuchtenberg ihren Besitz an Karl IV. und bekamen ihn als „Lehen der Krone Böhmen“ aus seiner Hand zurück. Erst 1805 mit dem Vertrag von Preßburg wurde Dietersdorf wieder bayerisch. Seit dem 17. Jahrhundert gab es eine Papiermühle in Dietersdorf. Im 19. Jahrhundert wurde sie in eine Glasschleife umgewandelt, die Anfang des 20. Jahrhunderts ihren Betrieb aufgab. Am 1. Januar 1972 wurde die bis dahin selbständige Gemeinde Dietersdorf in die Stadt Schönsee eingegliedert.

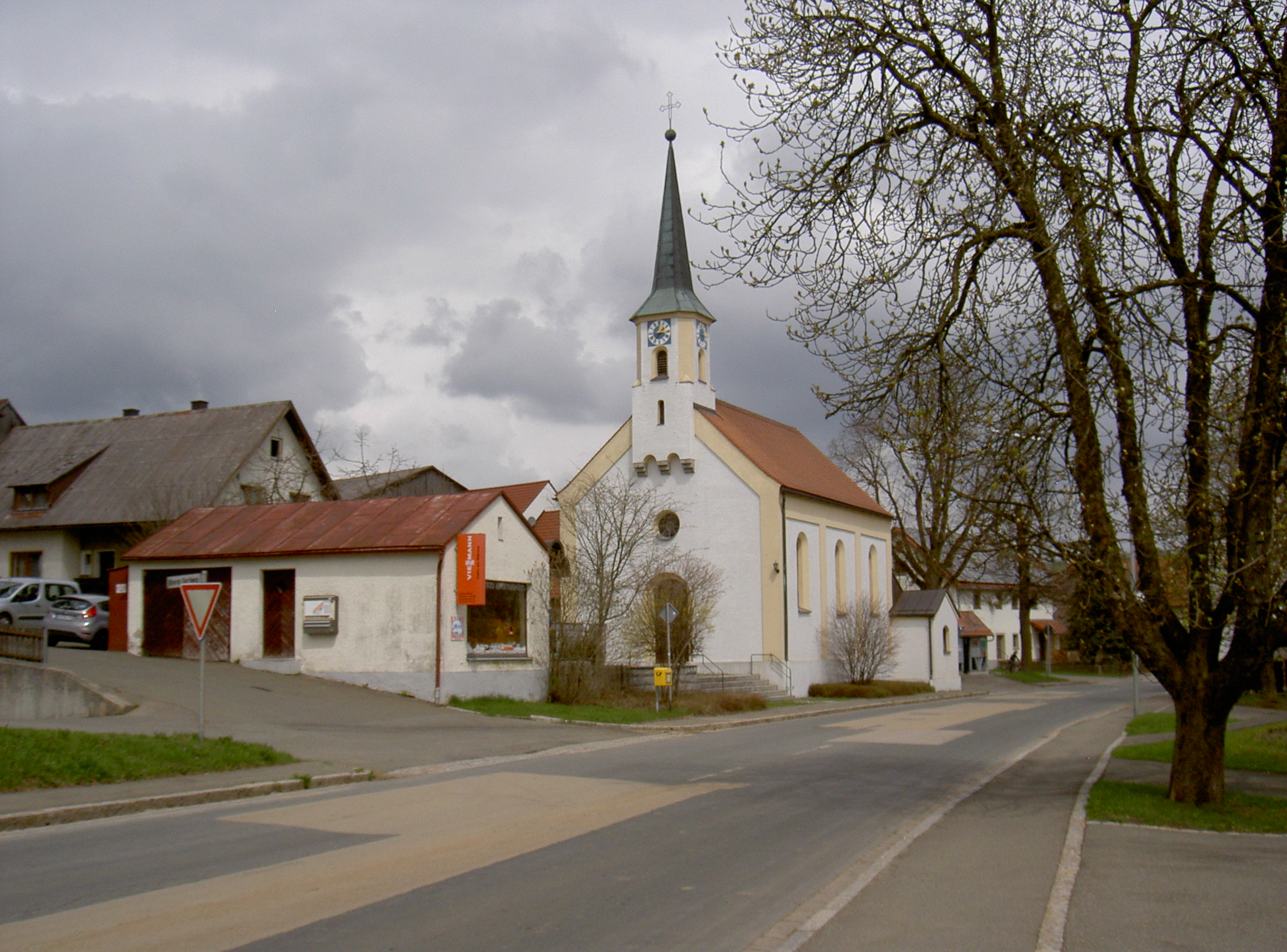
St. Maria vom Siege

## Kultur und Sehenswürdigkeiten
In Dietersdorf steht die 1890 erbaute Kirche Maria vom Siege. Über die Gradlhöhe verläuft ein Wanderweg nach Friedrichshäng.